# منزل سوزان ب. أنتوني
كان منزل سوزان ب. أنتوني في روشستر بنيويورك موطن سوزان أنتونيلمدة أربعين عاماً عندما كانت شخصية وطنية بارزة في حركة حقوق المرأة.
أُلقي القبض على سوزان في صالة الاستقبال بعد محاولة التصويت في الانتخابات الرئاسية عام 1872. وأقامت هنان حتى وفاتها.
تم شراء المنزل لاستخدامه كنصب تذكاري في عام 1945، وأُعلن عنه كمعلم تاريخي وطني في عام 1965، وتم توثيقه في مسح المباني الأمريكية التاريخية.
يقع.منزل سوزان أنتوني في 17 شارع ماديسون بروشستر بنيويورك، ويمكن الوصول إليه من خلال مدخل متحف سوزان ب. أنتوني في 19 شارع ماديسون.
يعتبر منزل سوزان ب. أنتوني اليوم مركزًا تعليميًا ومتحف مفتوح للجمهور من إلى الثلاثاء حتى الأحد، باستثناء أيام العطلات الرئيسية. اسم المنزل بالكامل هو متحف وبيت سوزان ب. أنتوني الوطني. يقع مركز الزوار ومتجر المتحف في المنزل التاريخي المجاور 19 شارع ماديسون الذي كان تمتلكه هانا أنتوني موشر، شقيقة سوزان وماري أنتوني.
يستضيف البيت احتفالًا سنويًا للاحتفال بالتعديل التاسع عشر لدستور الولايات المتحدة، والذي أعطى المرأة حق التصويت. ذكرت صحيفة نيويورك تايمز في عام 2011 أن المتحف في المنزل قام ببيع كمية كبيرة من «حقيبة يد 250 دولارًا مصنوعة من تمساح مزيف استلهمتها إحدى حقائب النادي الخاصة بشركة أنتوني، على غرار حقيبة الطبيب»، مشيرين إلى أن أنتوني«لم تكن تستخدم الحقيبة كنوع من الأزياء، بل كانت رمزًا للاستقلال في وقت لم يُسمح للنساء فيه بالتصويت أو امتلاك العقود أو حتى فتح حساب بنكي.»
تم التبرع بالورقات والتذكارات حول حركة حق الاقتراع إلى البيت بناءًا على طلب من كاري تشاتمان كات خليفة سوزان ب. أنتوني ورئيسة الجمعية الوطنية الأمريكية لحقوق المرأة. يتم الاحتفاظ بتلك التذكارات في مكتبات الحرم الجامعي في جامعة روشستر.

## معرض صور

المدخل
الجانب الجنوبي
القاعة الرئيسية
غرفة المعيشة
غرفة بالطابق الثاني

## روابط خارجية
- الموقع الرسمي
- National Susan B. Anthony Museum House on Google Cultural Institute
- قالب:HABS